# Hvězdárna Turnov
Hvězdárna Turnov se nachází v jihovýchodní části města Turnov cca 1 km od centra v lokalitě zvané Vrchhůra. Byla otevřena 2. května 1974 a dnes slouží především pro školy a veřejnost.

## Historie
Hvězdárna byla postavena v 60. letech 20. století z iniciativy a za finanční podpory RNDr. Ivana Šolce, CSc. V letech 1976-1986 byl objekt v nájmu AsÚ ČSAV a poté až do roku 1992 Fyzikálního ústavu, kdy v prostorách sídlila Optická vývojová dílna. Od té doby využíval hvězdárnu astronomický kroužek při turnovském gymnáziu a objekt pomalu chátral. V roce 2013 proběhla její rekonstrukce. 

## Vybavení hvězdárny
- reflektor TS 16" f/8 RC
- refraktor Bresser Messier 102/1350 mm
- amatérsky konstruovaný refraktor 160/2500 mm s optikou z VOD Turnov
- refraktor Lichtenknecker 150/2250 mm
- chromosférický dalekohled LUNT 60 mm (zapůjčený společností SUNDISK)
- hledáček 9x50
- Herschelův helioskopický hranol Baader pro pozorování fotosféry Slunce
- binokuláry (90, 100, 125 mm) a velké dobsony (10", 12", 16")
- originální konstrukce "coude" newtonu

Vybavení hvězdárny se v čase vyvíjelo. Původně zde byl jako hlavní pozorovací dalekohled umístěn refraktor 160/2500 mm s optikou od VOD Turnov. Tento dalekohled byl v roce 2016 restaurován nástupcem, firmou TOPTEC, a sloužil k plné spokojenosti do roku 2020. Od podzimu tohoto roku slouží na dřevěné montáži nadále jako dalekohled mobilní. 
V roce 2013 byla znovuobnovena činnost hvězdárny a s tím přibyl i přenosný dalekohled CPC 1100 s naváděním GPS.
K původnímu dalekohledu přibyl v roce 2014 druhý refraktor Lichtenknecker 150/2250 mm zapůjčený Českou astronomickou společností.  
V roce 2020 proběhla výměna dalekohledů na montáži v kopuli a doplnění montáže novým krokovým motorem s plynulým chodem. Hlavní dalekohled TS Ritchey-Crétien 16" f/8 dlouhodobě zapůjčil mecenáš působící na Jablonecku. K němu byl zakoupen refraktor Bresser Messier 102/1350 mm.

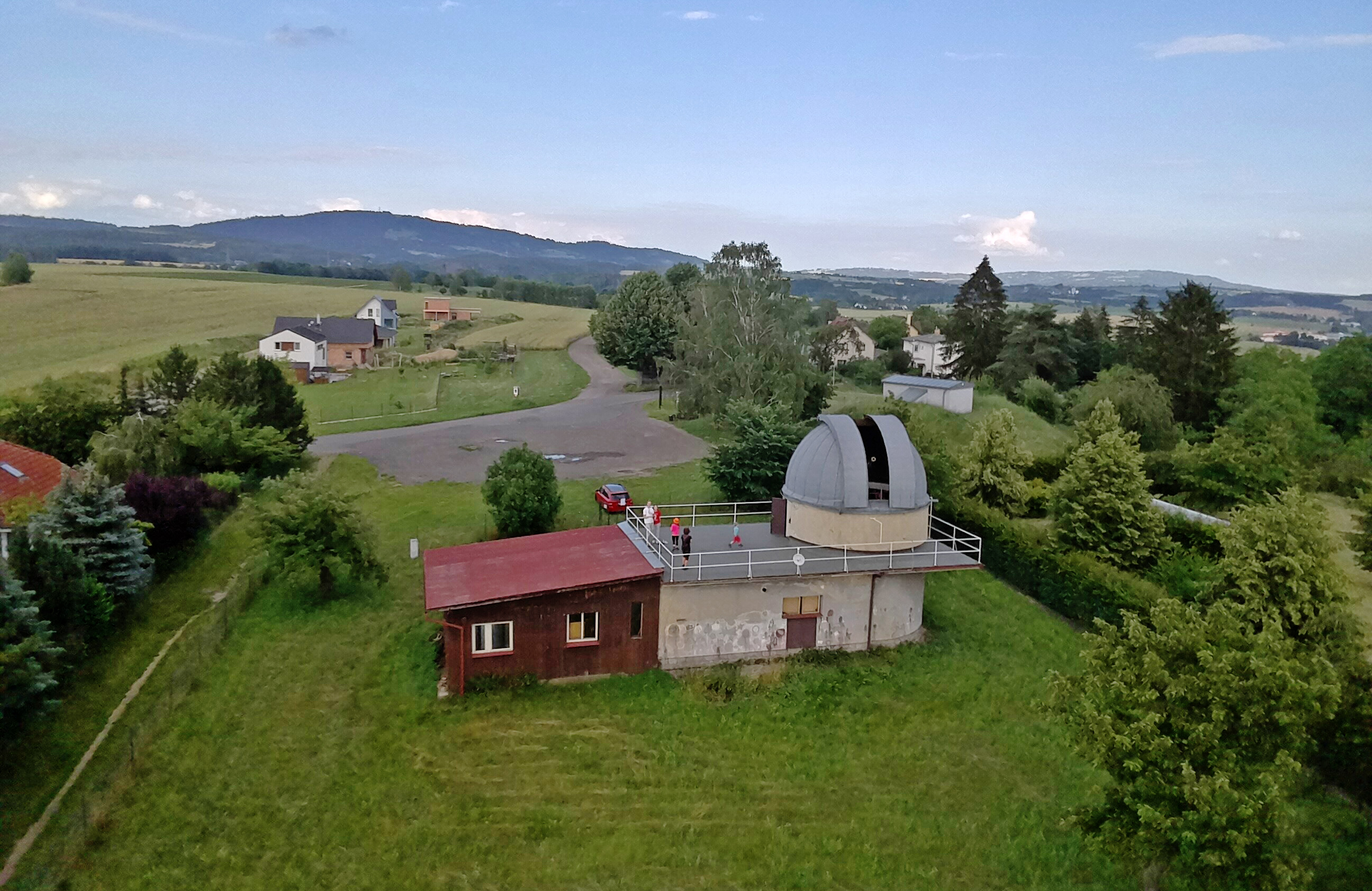
Pohled na hvězdárnu z dronu DJI Tello 3. 7. 2020